# Ikkeangrebspagt
En ikkeangrebspagt, også kaldet en nonagressionspagt, er en aftale mellem to eller flere stater om at afstå fra at angribe hinanden militært. Aftaleformen var populær i Europa op til 2. verdenskrig, men er derefter blevet sjælden.
Et af de mest berømte eksempler på en ikkeangrebspagt var den aftale, som Tyskland og Sovjetunionen lavede i 1939. Aftalen er kendt som Molotov-Ribbentrop-pagten. 
| Politik | Spire Denne artikel om politik og ideologi er en spire som bør udbygges. Du er velkommen til at hjælpe Wikipedia ved at udvide den. |